# Liste des ZNIEFF de la Somme
Le département de la Somme compte, en 2024, ~ 147 zones naturelles d'intérêt écologique, faunistique et floristique (Znieff) de type 1 et de type 2.

## Les types de Znieff
L'Inventaire national du patrimoine naturel (INPN) classe les Znieff continentales en deux catégories :
- les ZNIEFF de type 1, sont des espaces homogènes d'un point de vue écologique qui abritent au moins une espèce et/ou un habitat rare ou menacé, d'intérêt aussi bien local que régional, national ou communautaire. Ce sont des espaces d'un grand intérêt pour le fonctionnement écologique local. Leur superficie est plutôt réduite ;
- les ZNIEFF de type 2 sont, en général, de grands ensembles naturels riches, ou peu modifiés, qui offrent des potentialités biologiques importantes. Elles peuvent inclure des ZNIEFF de type 1 et possèdent un rôle fonctionnel ainsi qu’une cohérence écologique et paysagère.

## Znieff de type 1 dans la Somme
| Site | Type | Superficie (ha) | Fiche               | Coordonnées                      | Photo |
| --- | ---- | --------------- | ------------------- | -------------------------------- | ----- |
| Baie d'Authie | 1    | 1 655,79        | 220004972           | 50° 22′ 13″ nord, 1° 33′ 43″ est |       |
| Baie de la Somme, Parc ornithologique du Marquenterre et Champ neuf                                                                    | 1    | 8 194,31        | 220014314           | 50° 13′ 28″ nord, 1° 34′ 26″ est |       |
| Bocage de Beaucamps-le-Vieux | 1    | 251,83          | 220014040           | 49° 50′ 59″ nord, 1° 46′ 50″ est |       |
| Bocage de Favières - Ponthoile | 1    | 1 161,54        | 220320037           |                                  |       |
| Bocage poldérien de Froise (Quend) | 1    | 916,02          | 220013891           | 50° 17′ 34″ nord, 1° 37′ 31″ est |       |
| Bois l'Abbé, bois d'Aquennes et bois de Blangy (Blangy-Tronville)                                                                      | 1    | 358,12          | 220005023           | 49° 51′ 51″ nord, 2° 28′ 19″ est |       |
| Bois d'Ailly (Ailly-sur-Somme), de Bovelles et carrières de Pissy                                                                      | 1    | 347,75          | 220013942           | 49° 53′ 36″ nord, 2° 08′ 32″ est |       |
| Bois d'Airaines et de Sainte-Larme (Avelesges)                                                                                         | 1    | 447,98          | 220005023           | 49° 53′ 38″ nord, 1° 54′ 56″ est |       |
| Bois de la Belle Epine et bois Semé, larris de la vallée des Carrières (Hébécourt)                                                     | 1    | 273,63          | 220013959           |                                  |       |
| Bois de Berny, des Lozières, des Varinois et du Domont (Flers-sur-Noye)                                                                | 1    | 552,51          | 220005002           |                                  |       |
| Bois de Bertangles et de Xavière | 1    | 257,8           | 220320003           | 49° 59′ 02″ nord, 2° 17′ 34″ est |       |
| Bois de Boves et du Cambo | 1    | 516,05          | 220013961           | 49° 49′ 34″ nord, 2° 21′ 34″ est |       |
| Bois de Cavillon à Fourdrinoy | 1    | 363,14          | 220013955           | 49° 56′ 05″ nord, 2° 05′ 38″ est |       |
| Bois de Contalmaison, Mametz, Bazentin                                                                                                 | 1    | 269,35          | 220013971           | 50° 01′ 15″ nord, 2° 45′ 13″ est |       |
| Bois d'Épaumesnil, d'Etréjust et de Belloy (Belloy-Saint-Léonard)                                                                      | 1    | 455,9           | 220320004           |                                  |       |
| Bois de la Faude à Wiry-au-Mont et cavité souterraine                                                                                  | 1    | 330,26          | 220013923           | 49° 57′ 13″ nord, 1° 50′ 37″ est |       |
| Bois Fleuri à Beauval et Candas | 1    | 274,03          | 220320001           | 50° 06′ 49″ nord, 2° 17′ 57″ est |       |
| Bois des Fourmeaux, bois Brûlé, sources des Fontaines bleues (Frohen-sur-Authie, Le Meillard, Mézerolles, Outrebois)                   | 1    | 286,5           | 220320009           | 50° 10′ 47″ nord, 2° 13′ 08″ est |       |
| Bois de Guibermesnil à Lafresguimont-Saint-Martin                                                                                      | 1    | 466,73          | 220013933           | 49° 49′ 52″ nord, 1° 50′ 27″ est |       |
| Bois de Liomer | 1    | 151.18          | 220013937           | 49° 51′ 05″ nord, 1° 48′ 09″ est |       |
| Bois de Longuevillette et larris de la vallée Cosette à Gézaincourt                                                                    | 1    | 253,27          | 220013902           | 50° 07′ 39″ nord, 2° 17′ 20″ est |       |
| Bois Louvet et vallée d'Egoulet (Ailly-sur-Noye)                                                                                       | 1    | 167,98          | 220320011           |                                  |       |
| Bois de Riencourt et du Fayel (Montagne-Fayel)                                                                                         | 1    | 263,05          | 220013940           | 50° 17′ 11″ nord, 1° 51′ 06″ est |       |
| Bois de Saint-Pierre-Vaast (Rancourt)                                                                                                  | 1    | 322,79          | 220013972           | 50° 00′ 34″ nord, 2° 55′ 44″ est |       |
| Bois de Saint-Saulve et de Ligescourt                                                                                                  | 1    | 251,44          | 220320002           | 50° 17′ 11″ nord, 1° 51′ 06″ est |       |
| Bois de Sémermesnil et des monts à Molliens-Dreuil                                                                                     | 1    | 409,35          | 220013956           | 49° 52′ 06″ nord, 1° 59′ 43″ est |       |
| Bois de Vadencourt et larris du mont d'Harponville                                                                                     | 1    | 190,42          | 220013970           | 50° 01′ 06″ nord, 2° 29′ 52″ est |       |
| Bois de Vaire-sous-Corbie | 1    | 31,02           | 220013997           | 49° 53′ 21″ nord, 2° 33′ 31″ est |       |
| Bois de Watron à Lucheux | 1    | 359,4           | 220013909           | 50° 11′ 07″ nord, 2° 25′ 46″ est |       |
| Bois et larris entre Beauchamps et Oust-Marest                                                                                         | 1    | 594,26          | 220013934           | 50° 02′ 12″ nord, 1° 30′ 14″ est |       |
| Cavées de Naours | 1    | 320,48          | 220013910           |                                  |       |
| Cavité souterraine de Chirmont | 1    | 9,28            | 220320016           | 49° 42′ 46″ nord, 2° 22′ 44″ est |       |
| Cavité souterraine et carrière de Beauval                                                                                              | 1    | 29,72           | 220320017           | 50° 06′ 00″ nord, 2° 20′ 16″ est |       |
| Coteau de Tous Vents à Gauville, bois du Vicomte et ravin Rosette                                                                      | 1    | 314,75          | 220013938           | 49° 47′ 23″ nord, 1° 46′ 14″ est |       |
| Coteaux de la vallée de la Trie à Tœufles                                                                                              | 1    | 160,04          | 220013927           |                                  |       |
| Coteaux et bois de Remaisnil, Frohen (Frohen-sur-Authie), Courcelles                                                                   | 1    | 340,01          | 220013898           |                                  |       |
| Coteaux et marais de la vallée des Trois Doms de Montdidier à Gratibus                                                                 | 1    | 248,58          | 220013992           |                                  |       |
| Cours de l'Authie, marais et coteaux associés                                                                                          | 1    | 1 285,02        | 220013966           |                                  |       |
| Cours de l'Avre entre Guerbigny et Contoire, marais associés, larris de Becquigny, de Boussicourt - Fignières et des Carambures        | 1    | 482,52          | 220005001           | 49° 42′ 26″ nord, 2° 35′ 02″ est |       |
| Cours de la Bresle et prairies associées                                                                                               | 1    | 483,82          | 220320006           | 49° 55′ 18″ nord, 1° 37′ 46″ est |       |
| Cours de la Germaine | 1    | 6,81            | 220120044           |                                  |       |
| Cours de la Grouche | 1    | 89,1            | 220120043           |                                  |       |
| Cours de la Nièvre, de la Domart et de la Fieffe                                                                                       | 1    | 168,4           | 220320027           |                                  |       |
| Cours de la Noye et marais associés | 1    | 575,29          | 220320005           |                                  |       |
| Cours de la Somme (Ailly-sur-Somme - Saint-Valery-sur-Somme)                                                                           | 1    | 194,49          | 220320036           |                                  |       |
| Étangs de Vermand, marais de Caulaincourt et cours de l'Omignon                                                                        | 1    | 460,34          | 220005028           | 50° 16′ 00″ nord, 2° 01′ 23″ est |       |
| Falaises maritimes et estran entre Ault et Mers-les-Bains, Bois de Rompval                                                             | 1    | 377,3           | 220013893           | 50° 04′ 56″ nord, 1° 24′ 45″ est |       |
| Forêt d'Ailly-sur-Somme | 1    | 335,74          | 220013953           |                                  |       |
| Forêt de Beaulieu (Champien) | 1    | 507,36          | 220013822           |                                  |       |
| Forêt de Creuse | 1    | 703,13          | 220013941           | 49° 49′ 44″ nord, 2° 09′ 21″ est |       |
| Forêt domaniale de l'Hôpital (Esmery-Hallon)                                                                                           | 1    | 330,11          | 220013819           |                                  |       |
| Hâble d'Ault, levées de galets, prairies et marais associés                                                                            | 1    | 905,3           | 220004977           | 50° 08′ 27″ nord, 1° 28′ 50″ est |       |
| Haute vallée et cours de la Poix | 1    | 713,39          | 220013954           |                                  |       |
| Larris de Belval à Thory et Mailly-Raineval                                                                                            | 1    | 41,84           | 220013964           | 49° 43′ 43″ nord, 2° 27′ 11″ est |       |
| Larris de la Briqueterie à Démuin | 1    | 63,5            | 220014515           | 49° 59′ 35″ nord, 2° 03′ 01″ est |       |
| Larris du bois de Tofflet à Grand-Laviers                                                                                              | 1    | 98,88           | 220013918           | 50° 08′ 15″ nord, 1° 46′ 26″ est |       |
| Larris du Champ de Manœuvres de Saint-Fuscien et bois Payin                                                                            | 1    | 250,26          | 220013960           | 49° 50′ 50″ nord, 2° 17′ 48″ est |       |
| Larris de Domart-sur-la-Luce | 1    | 17,43           | 220320018           | 49° 59′ 35″ nord, 2° 03′ 01″ est |       |
| Larris de Grouches-Luchuel | 1    | 183,09          | 220013914           | 50° 11′ 34″ nord, 2° 21′ 43″ est |       |
| Larris d'Hangest-sur-Somme | 1    | 47,7            | 220005003           | 49° 59′ 35″ nord, 2° 03′ 01″ est |       |
| Larris de la ferme d'Alger à Bavelincourt et larris au moulin du Crocq à Puchevillers                                                  | 1    | 73,73           | 220320023           | 50° 00′ 28″ nord, 2° 25′ 10″ est |       |
| Larris du Fond Lafer et bois d'Hallivillers                                                                                            | 1    | 104,3           | 220013944           | 49° 41′ 46″ nord, 2° 16′ 12″ est |       |
| Larris du Fossé du Halot à Boisbergues et bois associés                                                                                | 1    | 133,62          | 220013944           | 50° 08′ 51″ nord, 2° 14′ 46″ est |       |
| Larris de la Grande Vallée et de la vallée d'Amiens à Démuin                                                                           | 1    | 69,21           | 220013993           | 49° 50′ 21″ nord, 2° 31′ 50″ est |       |
| Larris de Molliens-Dreuil et de Saint-Aubin-Montenoy et cavité souterraine                                                             | 1    | 129,77          | 220005000           | 49° 51′ 39″ nord, 2° 01′ 08″ est |       |
| Larris de la montagne des Grès et cavités souterraines à Grattepanche                                                                  | 1    | 30,92           | 220013449           | 49° 47′ 13″ nord, 2° 18′ 07″ est |       |
| Larris des monts de Caubert et cavités souterraines de Mareuil-Caubert et Yonval                                                       | 1    | 163,12          | 220005007           | 50° 05′ 05″ nord, 1° 48′ 32″ est |       |
| Larris de la vallée du bois de Péronne à Cayeux-en-Santerre                                                                            | 1    | 36,61           | 220014514           |                                  |       |
| Larris de la vallée du Bois et de Vrély à Caix                                                                                         | 1    | 41,1            | 220014001           | 49° 48′ 38″ nord, 2° 39′ 37″ est |       |
| Larris de la vallée de la Bresle entre Senarpont et Saint-Germain-sur-Bresle, forêt d'Arguel et forêt de Beaucamps-le-Jeune            | 1    | 1 115,11        | 220013921           | 49° 50′ 48″ nord, 1° 44′ 57″ est |       |
| Larris de la vallée de Canvrière et bois associés (Limeux)                                                                             | 1    | 207,52          | 220013926           | 50° 01′ 09″ nord, 1° 47′ 52″ est |       |
| Larris de la vallée du Cardonnois | 1    | 112,87          | 220013612           | 49° 37′ 47″ nord, 1° 44′ 57″ est |       |
| Larris de la vallée du Chêne à Lanches-Saint-Hilaire, bois d'Épécamps et cavité souterraine                                            | 1    | 377,15          | 220013903           | 49° 50′ 48″ nord, 2° 29′ 30″ est |       |
| Larris de la vallée de Languéron à Grivesnes, bois de Coulemelle et bois Fermé                                                         | 1    | 442,21          | 220013965           | 49° 58′ 22″ nord, 2° 54′ 23″ est |       |
| Larris de la vallée de Malamain à Cléry-sur-Somme et Bouchavesnes-Bergen                                                               | 1    | 40,37           | 220013967           | 49° 58′ 22″ nord, 2° 54′ 23″ est |       |
| Larris de la vallée Méquignon à Essertaux                                                                                              | 1    | 21,3            | 220320029           | 49° 45′ 03″ nord, 2° 13′ 49″ est |       |
| Larris de la vallée de Nielle à Cocquerel                                                                                              | 1    | 33,38           | 220013905           | 50° 03′ 13″ nord, 1° 56′ 44″ est |       |
| Larris de la vallée de Pavry à Thézy-Glimont                                                                                           | 1    | 17,5            | 220030034 220030034 | 49° 50′ 02″ nord, 2° 25′ 59″ est |       |
| Larris de la vallée du Pont à Aubvillers et Braches                                                                                    | 1    | 27,11           | 220004999           | 49° 43′ 19″ nord, 2° 29′ 03″ est |       |
| Larris de la vallée de la Somme entre Bourdon et Yzeux                                                                                 | 1    | 34,92           | 220320020           | 49° 58′ 51″ nord, 2° 05′ 46″ est |       |
| Larris et bois de Fluy, bois Vacherie à Bougainville et bois de Quevauvillers                                                          | 1    | 576,97          | 220013939           | 49° 50′ 47″ nord, 2° 04′ 07″ est |       |
| Larris et bois de Laboissière à Guerbigny                                                                                              | 1    | 184,56          | 220013998           | 49° 40′ 35″ nord, 2° 40′ 19″ est |       |
| Larris et bois de la vallée de la Somme entre Dreuil-lès-Amiens et Crouy-Saint-Pierre                                                  | 1    | 144,97          | 220320019           | 49° 58′ 51″ nord, 2° 05′ 46″ est |       |
| Larris de la vallée de la Somme entre Long et L'Étoile                                                                                 | 1    | 32,1            | 220320021           | 50° 01′ 40″ nord, 2° 00′ 23″ est |       |
| Larris de la vallée de la Somme entre Longpré-les-Corps-Saints et Liercourt                                                            | 1    | 272,87          | 220013932           | 50° 01′ 40″ nord, 2° 00′ 23″ est |       |
| Larris des vallées de Bouchon et de Villers (Villers-sous-Ailly)                                                                       | 1    | 53,6            | 220013899           |                                  |       |
| Larris et bois des Bouillères à Lahoussoye, bois d'Escardonneuse, bois de Parmont à Fréchencourt et larris du mont Villermont à Corbie | 1    | 281,12          | 220320022           | 49° 56′ 34″ nord, 2° 28′ 29″ est |       |
| Larris et bois entre Neslette et Gamaches                                                                                              | 1    | 1 385,1         | 220013929           |                                  |       |
| Larris et bois de la vallée d'Occoches                                                                                                 | 1    | 331,96          | 220013452           | 50° 11′ 16″ nord, 2° 18′ 02″ est |       |
| Levées de galets entre Cayeux-sur-Mer et la pointe du Hourdel, dunes de Brighton et du Hourdel                                         | 1    | 191,74          | 220004976           |                                  |       |
| Marais arrière-littoraux picards, vallée du Pendé et basse vallée de la Maye                                                           | 1    | 2 091,63        | 220014318           | 50° 16′ 07″ nord, 1° 41′ 42″ est |       |
| Marais de l'Avre entre Moreuil et Thennes                                                                                              | 1    | 8,47            | 220320008           | 49° 47′ 38″ nord, 2° 27′ 30″ est |       |
| Marais de Boves, de Fouencamps, de Thézy-Glimont et du Paraclet                                                                        | 1    | 692,93          | 220320038           |                                  |       |
| Marais de Halles à Péronne | 1    | 8,47            | 220030015           |                                  |       |
| Marais de la haute vallée de la Luce                                                                                                   | 1    | 214,77          | 220013996           |                                  |       |
| Marais de la haute vallée de la Somme entre Voyennes et Cléry-sur-Somme                                                                | 1    | 1 342,38        | 220005026           |                                  |       |
| Marais des Trois Vaches à Amiens | 1    | 25,62           | 220030012           | 49° 52′ 27″ nord, 2° 20′ 22″ est |       |
| Marais de la vallée de l'Ancre et larris de la vallée aux moines à Heilly                                                              | 1    | 167,14          | 220320026           | 49° 57′ 02″ nord, 2° 32′ 25″ est |       |
| Marais de la vallée de la Cologne aux environs de Doingt                                                                               | 1    | 100,45          | 220030015           |                                  |       |
| Marais de la vallée de l'Hallue entre Montigny-sur-l'Hallue et Bussy-lès-Daours                                                        | 1    | 197,72          | 220320025           | 49° 56′ 49″ nord, 2° 26′ 20″ est |       |
| Marais de la vallée de la Somme d'Ailly-sur-Somme à Yzeux                                                                              | 1    | 746,28          | 220004996           | 50° 16′ 07″ nord, 1° 41′ 42″ est |       |
| Marais de la vallée de la Somme de Crouy-Saint-Pierre à Pont-Rémy                                                                      | 1    | 1 752,62        | 220004994           | 50° 16′ 07″ nord, 1° 41′ 42″ est |       |
| Marais de la vallée de la Somme d'Eaucourt-sur-Somme à Abbeville                                                                       | 1    | 912,93          | 220004992           | 50° 04′ 15″ nord, 1° 50′ 51″ est |       |
| Marais de la vallée de la Somme entre Daours et Amiens                                                                                 | 1    | 624,4           | 220320028           | 49° 53′ 07″ nord, 2° 22′ 45″ est |       |
| Marais des vallées de l'Ambroise et de l'Avalasse, bois des Bruyères                                                                   | 1    | 422,68          | 220013930           | 50° 09′ 35″ nord, 1° 37′ 52″ est |       |
| Marais des vallées de l'Avre et des Trois Doms entre Gratibus et Moreuil, larris de Génonville à Moreuil                               | 1    | 592,13          | 220013990           | 49° 44′ 14″ nord, 2° 30′ 55″ est |       |
| Marais et larris de Daours - Corbie | 1    | 176,93          | 220013977           | 49° 54′ 36″ nord, 2° 27′ 44″ est |       |
| Marais du Crotoy | 1    | 216,84          | 220005016           | 49° 54′ 36″ nord, 2° 27′ 44″ est |       |
| Marais de Poutrincourt et de l'Alleu à Lanchères, milieux bocagers associés                                                            | 1    | 760,19          | 220013895           | 50° 09′ 57″ nord, 1° 32′ 33″ est |       |
| Marais, prairies et bocage entre Cambron et Boismont                                                                                   | 1    | 1 213,68        | 220014326           | 50° 07′ 53″ nord, 1° 44′ 12″ est |       |
| Mare de Quesnel à Favières | 1    | 12,22           | 20004984            | 50° 13′ 31″ nord, 1° 38′ 50″ est |       |
| Massif boisé du Roi et du Preux (Cottenchy, Estrées-sur-Noye, Guyencourt-sur-Noye)                                                     | 1    | 529,9           | 220013962           | 50° 18′ 09″ nord, 1° 33′ 54″ est |       |
| Massif dunaire du Marquenterre entre la Baie d'Authie et la Baie de Somme                                                              | 1    | 2 660,28        | 220013894           | 50° 18′ 09″ nord, 1° 33′ 54″ est |       |
| Massif forestier de Canaples et des Watines                                                                                            | 1    | 571,79          | 220013911           | 50° 03′ 50″ nord, 2° 15′ 45″ est |       |
| Massif forestier de Crécy, de Périot et de la Grande Vente                                                                             | 1    | 5 931,17        | 220005006           | 50° 17′ 39″ nord, 2° 34′ 59″ est |       |
| Massif forestier de Frémontiers - Wailly - Lœuilly                                                                                     | 1    | 2 315,94        | 220013949           | 49° 47′ 09″ nord, 2° 06′ 12″ est |       |
| Massif forestier de Lucheux - Robermont                                                                                                | 1    | 961,5           | 220013900           | 50° 07′ 00″ nord, 2° 06′ 14″ est |       |
| Massif forestier de Ribeaucourt et de Martaineville et cavité souterraine                                                              | 1    | 642,62          | 220013916           | 50° 12′ 56″ nord, 2° 24′ 20″ est |       |
| Massif forestier de Vignacourt et du Gard                                                                                              | 1    | 805,64          | 220013912           | 49° 59′ 56″ nord, 2° 08′ 14″ est |       |
| Méandres et cours de la Somme de Bray-sur-Somme à Corbie                                                                               | 1    | 1 202,37        | 220320014           | 49° 54′ 49″ nord, 2° 37′ 43″ est |       |
| Méandres et cours de la Somme de Cléry-sur-Somme et Bray-sur-Somme                                                                     | 1    | 1 166,99        | 220005008           | 49° 54′ 49″ nord, 2° 37′ 43″ est |       |
| Polders du sud de la Baie d'Authie | 1    | 562,57          | 220013889           | 50° 21′ 17″ nord, 1° 36′ 19″ est |       |
| Prairies humides et mares de l'Enclos Guillaume Obry et des sables du Hourdel à Cayeux-sur-Mer                                         | 1    | 171,28          | 220320024           | 50° 11′ 41″ nord, 1° 32′ 02″ est |       |
| Prairies et marais de la basse vallée de la Somme entre Port-le-Grand et Noyelles-sur-Mer                                              | 1    | 1 245,86        | 220013892           | 50° 10′ 07″ nord, 1° 42′ 06″ est |       |
| Réseau de cavités souterraines des vallées des Évoissons et de la Poix                                                                 | 1    | 19,59           | 220320015           | 49° 44′ 40″ nord, 2° 01′ 00″ est |       |
| Réseau de coteaux crayeux de Vers-sur-Selle à Saint-Sauflieu                                                                           | 1    | 170,43          | 220320013           | 49° 47′ 43″ nord, 2° 13′ 15″ est |       |
| Réseau de coteaux de la vallée de la Somme entre Curlu et Corbie                                                                       | 1    | 635,12          | 220005005           | 50° 21′ 17″ nord, 1° 36′ 19″ est |       |
| Rivière Celle (Selle) en amont de Conty                                                                                                | 1    | 16,43           | 220220028           |                                  |       |
| Site d'intérêt chiroptérologique de la citadelle de Doullens                                                                           | 1    | 46,38           | 220220028           | 50° 09′ 10″ nord, 2° 19′ 58″ est |       |
| Site souterrain à chauves-souris d'Hornoy-le-Bourg                                                                                     | 1    | 0,31            | 220030036           | 49° 50′ 31″ nord, 1° 54′ 00″ est |       |
| Souterrain à chiroptères de la citadelle d'Amiens                                                                                      | 1    | 12,44           | 220030013           | 49° 54′ 16″ nord, 2° 17′ 54″ est |       |
| Souterrain-refuge de Hiermont | 1    | 0,52            | 220320031           | 50° 21′ 17″ nord, 1° 36′ 19″ est |       |
| Vallée d'Acon à La Chaussée-Tirancourt                                                                                                 | 1    | 40,45           | 220013451           |                                  |       |
| Vallée de l'Airaines entre Airaines et Longpré-les-Corps-Saints                                                                        | 1    | 257,06          | 220005021           | 50° 02′ 46″ nord, 2° 39′ 44″ est |       |
| Vallée de l'Ancre entre Beaumont-Hamel et Aveluy et cours supérieur de l'Ancre                                                         | 1    | 644,67          | 220013968           | 50° 02′ 46″ nord, 2° 39′ 44″ est |       |
| Vallée des Évoissons | 1    | 2 519,82        | 220013957           | 49° 43′ 33″ nord, 1° 57′ 54″ est |       |
| Vallée du Liger | 1    | 892,28          | 220004998           | 49° 52′ 33″ nord, 1° 46′ 50″ est |       |
| Vallée du Saint-Landon et vallées sèches attenantes                                                                                    | 1    | 360,67          | 220013948           | 49° 56′ 52″ nord, 2° 03′ 13″ est |       |
| Vallées sèches du Puits et du Loup pendu, côte de Laverrière (Thoix, Sentelie)                                                         | 1    | 862,43          | 220013950           | 49° 56′ 52″ nord, 2° 03′ 13″ est |       |

## Znieff de type 2 dans la Somme
| Site                                                                            | Type | Superficie (ha) | Fiche     | Coordonnées                      | Photo |
| ------------------------------------------------------------------------------- | ---- | --------------- | --------- | -------------------------------- | ----- |
| Bocage de Rambures et de Villeroy                                               | 2    | 341             | 220030014 | 49° 56′ 31″ nord, 1° 49′ 40″ est |       |
| Bocages de Rollot, Boulogne-la-Grasse et Bus-Marotin, butte de Coivrel          | 2    | 2 777,64        | 220013823 | 49° 36′ 36″ nord, 2° 40′ 42″ est |       |
| Haute et moyenne vallée de la Somme entre Croix-Fonsommes et Abbeville          | 2    | 16 280          | 220320034 | 49° 56′ 24″ nord, 2° 27′ 59″ est |       |
| Plaine maritime picarde                                                         | 2    | 37 858,08       | 220320035 | 50° 14′ 20″ nord, 1° 36′ 26″ est |       |
| Vallée de l'Authie                                                              | 2    | 6 062,72        | 220320032 | 50° 21′ 17″ nord, 1° 36′ 19″ est |       |
| Vallée de l'Avre, des Trois Doms et confluence avec la Noye                     | 2    | 3 848,75        | 220320010 | 49° 44′ 26″ nord, 2° 31′ 42″ est |       |
| Vallée de la Bresle, du Liger et de la Vimeuse                                  | 2    | 1 333,78        | 220320033 | 49° 53′ 06″ nord, 1° 41′ 38″ est |       |
| Vallée des Évoissons et de ses affluents en amont de Conty                      | 2    | 9 115,36        | 220420022 | 49° 44′ 02″ nord, 1° 59′ 31″ est |       |
| Vallée de la Luce et coteaux du Santerre entre Caix et Berteaucourt-lès-Thennes | 2    | 1 320           | 220030043 | 49° 53′ 06″ nord, 1° 41′ 38″ est |       |